# Benoît Sourisse
Pour les articles homonymes, voir Sourisse.
Benoît Sourisse est un pianiste de jazz et un joueur d'orgue Hammond, né le 25 avril 1964 à Grenoble.

## Biographie
Né au sein d’une famille comptant plusieurs musiciens (il est le neveu du chef de chœur Jean Sourisse), originaire de Saint-Ismier (Isère), Benoît Sourisse a reçu une formation musicale de pianiste classique au conservatoire de Grenoble.
Attiré très tôt par le jazz, il rejoint Paris où il partage rapidement la scène avec des personnalités de premier plan de la profession.
Après une tournée aux États-Unis, il travaille étroitement avec le violoniste Didier Lockwood, qui lui confie par ailleurs la direction musicale de plusieurs de ses albums. Il crée avec lui en 1999, en qualité de directeur musical, l’opéra Journal d’un usager de l’espace donné à Paris à l’Opéra Bastille.
Il acquiert alors à cette époque un orgue Hammond B-3 et se produit souvent comme organiste. Il joue en particulier très fréquemment avec André Charlier, batteur de haut niveau avec lequel il constitue le tandem Charlier-Sourisse aujourd’hui jugé incontournable par la critique.
Passionné de blues, il assure la direction musicale des deux derniers albums de Jean-Jacques Milteau, harmoniciste réputé, ainsi que de celui de la chanteuse américaine Demi Evans.
Au fil des sept albums enregistrés sous son propre nom, dont le plus récent, Multiquarium, est sorti en octobre 2013, ses projets musicaux ont amené Benoît Sourisse à coopérer avec Kenny Garrett, Jerry Bergonzi (en), Philip Catherine, Toots Thielemans, Kurt Rosenwinkel et Alex Sipiagin.
Il a fondé d’autre part avec Jacques Mercier et plusieurs musiciens le groupe Captain Mercier, qui a donné plus de 1 000 concerts et obtenu le Prix du public aux Victoires du jazz 2003.
Benoît Sourisse a enseigné l’improvisation pendant près de 15 ans au Conservatoire national supérieur de musique de Lyon et à l’occasion de nombreuses masterclasses données en France et outremer (Hanoï, Nouméa, etc.). Il fait partie du noyau créateur du Centre des Musiques Didier Lockwood, en tant que responsable de son département piano et membre de son bureau pédagogique.
Il est père de trois enfants dont l’aînée est compositrice-interprète ; Léa Sourisse (Missonne de son nom de scène), Coline Sourisse et Marie Sourisse.

## Discographie
- 2017 : Tales from Michael. Album du trio Charlier-Winsberg-Sourisse, Gemini Records.
- 2013 : Multiquarium. Cinquième album du duo Charlier-Sourisse, Gemini Records, Sphinx Distribution.
- 2010 : Imaginarium. Quatrième album du duo Charlier-Sourisse (B. Sourisse, A. Charlier, A. Sipiagin, P. Perchaud, S. Guillaume, J.M. Charbonnel, F. Alleman). Gemini Records, Sphinx Distribution.
- 2007 : Héritage. Troisième album du duo Charlier-Sourisse  (B. Sourisse, A. Charlier, K. Rosenwinkel, P. Perchaud, S. Guillaume, J.-M. Charbonnel, M. Mo Rodgers). O+ Music (Enzo Production) - Distribution : Harmonia Mundi.
- 2006 : Fragile. (J.J. Milteau, M. Galvin, B. Sourisse, A. Charlier, J.M. Charbonnel + M. Shokked et D. Evans).
- 2005 : Captain Mercier Live. Un DVD enregistré en live au New Morning (J. Mercier, C. Mercier, B. Sourisse, R. Arame, A. Charlier, G. Douieb, C. Egéa, J. Gobinet, P. Sellam, D. Verherve). O+ Music.
- 2004 : Eleven Blues. Deuxième album du duo Charlier-Sourisse (B. Sourisse, A. Charlier, K. Garrett, S. Guillaume, J.M. Ecay). O+ Music (Enzo Production) - Distribution : Harmonia Mundi.
- 2003 : Blue Third. Production : Sebastian Danchin - Universal Music S.A.S. France.
- 2003 : La Vie en funk. Enzo productions.
- 2003 : Globe-Trotter. Ames Editions - Agence de concerts Didier Lockwood.
- 2002 : Djangovision. Production IRIS Music - Distribution Harmonia Mundi.
- 2001 : Gemini. Premier album du duo Charlier-Sourisse (B. Sourisse, A. Charlier, J. Bergonzi, O. Ker Ourio, S. Guillaume). Dreyfus Jazz - Distribution Sony Music.
- 2000 : Tribute to Stephan Grappelli. Prod : D.Lockwood - Disques Dreyfus - Distribution Sony Music France
- 1999 : Journal d'un usager de l'espace - II. Lockwood Records.
- 1998 : Papier musique. 10 nouvelles compositions du quartet acoustique In Folio (B. Sourisse, A. Charlier, E. Seva, M.M. Le Bévillon). Illustrations par Cabu. Siesta records - IHL Distribution.
- 1998 : Round about silence. Disques Dreyfus - Distribution Sony Music France.
- 1998 : Rien ne sert de souffrir. Blue Stack - / Night & Day
- 1998 : La Cricca d'Umberto. Enregistrement « Live » au Petit Opportun. Quoi de neuf docteur / Night & Day.
- 1996 : Story Board. Production Dreyfus - Distribution Sony Music France.
- 1995 : In Folio. 13 compositions interprétées par le quartet acoustique In Folio (B. Sourisse, A. Charlier, E. Seva, B.Vanderstraeten). Siesta records - IHL Distribution.
- 1994 : Rhythm and Blues. Quoi de neuf Docteur / Night & Day.
- 1991 : Nain de Jardin. 8 compositions écrites et interprétées par Benoît Sourisse (piano et claviers) avec 23 autres musiciens. Distribution Pee Wee Music.